# Емерих Фривалдски
Д-р Емерих (Имре) Фривалдски фон Фривалд (на унгарски: Frivaldszky Imre) (1799 – 1870) е унгарски ботаник и ентомолог.

## Научна дейност
Фривалд е уредник на националния музей в Будапеща от 1822 до 1851 година. През първата половина на 19 век, покрай събирането на растения и животни за Националния музей в Будапеща, се заема и с проучване на флората и фауната на Балканския полуостров.
От 1833 до 1870 година организира седем природонаучни експедиции на Балканите (по-голямата част от които по това време са част от Отоманската империя) и веднъж сам посещава Балканите. От значение за флората и фауната на България са първите две експедиции (през 1833 и 1834 – 1837 г.).
На базата на събраните материали описва голям брой растения и животни, нови за науката. Сред по-известните от тях са растението родопски силивряк (Haberlea rhodopensis), известно също като „възкръсващо растение“. Друг вид, описан от Фривалдски като нов за науката, е познатата на всички гугутка (Streptopelia decaocto Friv.). Родината на тази птица е Индия. През 17-18 век започва да се разпространява на северозапад и през първата половина на 19 век достига до Балканския полуостров, където я намират хората от експедициите на Фривалдски.